# Campeonato Asiático de Ginástica Artística de 2023
O Campeonato Asiático de Ginástica Artística de 2023 será realizado em Singapura de 10 a 18 de junho de 2023. A competição é organizada pela Singapore Gymnastics e aprovada pela Federação Internacional de Ginástica.
O evento servirá como qualificação para o Campeonato Mundial de Ginástica Artística de 2023, que está programado para ser realizado em Antuérpia, na Bélgica, de 30 de setembro a 8 de outubro.

## Medalhistas

### Sênior
| Evento              | Ouro                                                                                  | Prata                                                                                     | Bronze |
| Masculino           | Masculino                                                                             | Masculino                                                                                 | Masculino |
| ------------------- | ------------------------------------------------------------------------------------- | ----------------------------------------------------------------------------------------- | --- |
| Equipes             | China · Lan Xingyu · Su Weide · Tian Hao · Yin Dehang · Xie Chenyi · Ta Yinga         | Japão · Takeru Kitazono · Shinnosuke Oka · Fumiya Sasaki · Ryota Tsumura · Motomu Yoshida | Cazaquistão · Ilyas Azizov · Milad Karimi · Nariman Kurbanov · Dmitriy Patanin · Alisher Toibazarov · Diyas Toishybek |
| Individual geral    | Shinnosuke Oka                                                                        | Carlos Yulo                                                                               | Takeru Kitazono |
| Solo                | Carlos Yulo                                                                           | Dmitriy Patanin                                                                           | Su Weide |
| Cavalo com alças    | Nariman Kurbanov                                                                      | Ahmad Abu Al-Soud                                                                         | Ryota Tsumura |
| Argolas             | Lan Xingyu                                                                            | Nguyễn Văn Khánh Phong                                                                    | Ng Kiu Chung |
| Salto               | Carlos Yulo                                                                           | Abdulaziz Mirvaliev                                                                       | Kim Jae-ho |
| Barras paralelas    | Carlos Yulo                                                                           | Shinnosuke Oka                                                                            | Yin Dehang |
| Barra fixa          | Tian Hao                                                                              | Shinnosuke Oka                                                                            | Carlos Yulo |
| Feminino            |                                                                                       |                                                                                           | |
| Equipes             | China · Chen Xinyi · Jia Ruoyi · Qiu Qiyuan · Zhang Qingying · Zhang Xinyi · Zuo Tong | Coreia do Sul Eom Doh-yun Lee Yun-seo Lee Da-yeong Lim Su-min Shin Sol-yi Yeo Seo-jeong   | Taipé Chinesa · Huang Tzu-hsing · Lai Pin-ju · Liao Yi-Chun · Lin Yi-chen · Ting Hua-tien · Wu Sing-fen               |
| Individual geral    | Qiu Qiyuan                                                                            | Zhang Qingying                                                                            | Shin Sol-yi |
| Salto               | Yeo Seo-jeong                                                                         | Oksana Chusovitina                                                                        | Aleah Finnegan |
| Barras assimétricas | Qiu Qiyuan                                                                            | Lee Yun-seo                                                                               | Zuo Tong |
| Trave               | Zhang Qingying                                                                        | Zhang Xinyi                                                                               | Aleah Finnegan |
| Solo                | Zhang Qingying                                                                        | Emma Malabuyo                                                                             | Shin Sol-yi |

### Juvenil
| Evento              | Ouro                                                                     | Prata                                                              | Bronze                                                                               |
| Masculino           | Masculino                                                                | Masculino                                                          | Masculino                                                                            |
| ------------------- | ------------------------------------------------------------------------ | ------------------------------------------------------------------ | ------------------------------------------------------------------------------------ |
| Equipes             | Japão · Haruki Fukubayashi · Akito Kaneda · Rento Noda · Masaharu Tanida | China · Huai Tianlang · Wang Haoyu · Wang Chengcheng · Zheng Ao    | Coreia do Sul Kim Seung-bin Moon Geon-young Noh Hye-onu Park Sun-woo                 |
| Individual geral    | Masaharu Tanida                                                          | Rento Noda                                                         | Moon Geon-young                                                                      |
| Solo                | Haruki Fukubayashi                                                       | Moon Geon-young                                                    | Akito Kaneda                                                                         |
| Cavalo com alças    | Zeinolla Idrissov                                                        | Zheng Ao                                                           | Rento Noda                                                                           |
| Argolas             | Masaharu Tanida                                                          | Akito Kaneda                                                       | Ozotilla Abdurasulov                                                                 |
| Salto               | Wang Chengcheng                                                          | Karl Jahrel Eldrew Yulo                                            | Altynkhan Temirbek                                                                   |
| Barras paralelas    | Masaharu Tanida                                                          | Rento Noda                                                         | Zheng Ao                                                                             |
| Barra fixa          | Masaharu Tanida                                                          | Park Sun-woo                                                       | Nurtan Idrissov                                                                      |
| Feminino            |                                                                          |                                                                    |                                                                                      |
| Equipes             | Japão · Haruka Nakamura · Nako Takahara · Sawa Umemoto · Remi Watanabe   | China · Qin Xinyi · Tian Zhuofan · Wang Hao · Wu Sihan · Yu Hanyue | Taipé Chinesa · Chao Pin-Yen · Tsai Ai-Jie · Wang Tz-Chin · Wu Yu-Jhih · Yang Ko-Wen |
| Individual geral    | Haruka Nakamura                                                          | Tian Zhuofan                                                       | Wu Yu-Jhih                                                                           |
| Salto               | Amber Ward Wen Si                                                        | Sawa Umemoto                                                       | Marissa Zaiful Azian                                                                 |
| Barras assimétricas | Haruka Nakamura                                                          | Qin Xinyi                                                          | Park Na-young                                                                        |
| Trave               | Tian Zhuofan                                                             | Hwang Seo-hyun                                                     | Chao Pin-Yen                                                                         |
| Solo                | Haruka Nakamura                                                          | Hwang Seo-hyun                                                     | Wu Sihan                                                                             |

## Quadro de medalhas

### Geral
*   país anfitrião (Singapura)
| Pos.                | País                | Ouro | Prata | Bronze | Total |
| ------------------- | ------------------- | ---- | ----- | ------ | ----- |
| 1                   | Japão               | 11   | 7     | 4      | 22    |
| 2                   | China               | 10   | 7     | 5      | 22    |
| 3                   | Filipinas           | 3    | 3     | 3      | 9     |
| 4                   | Cazaquistão         | 2    | 1     | 3      | 6     |
| 5                   | Coreia do Sul       | 1    | 6     | 6      | 13    |
| 6                   | Hong Kong           | 1    | 0     | 1      | 2     |
| 7                   | Uzbequistão         | 0    | 2     | 1      | 3     |
| 8                   | Jordânia            | 0    | 1     | 0      | 1     |
| 8                   | Vietname            | 0    | 1     | 0      | 1     |
| 10                  | Taipé Chinesa       | 0    | 0     | 4      | 4     |
| 11                  | Malásia             | 0    | 0     | 1      | 1     |
| Total (11 entradas) | Total (11 entradas) | 28   | 28    | 28     | 84    |

### Sênior
*   país anfitrião (Singapura)
| Pos.                | País                | Ouro | Prata | Bronze | Total |
| ------------------- | ------------------- | ---- | ----- | ------ | ----- |
| 1                   | China               | 8    | 2     | 3      | 13    |
| 2                   | Filipinas           | 3    | 2     | 3      | 8     |
| 3                   | Japão               | 1    | 3     | 2      | 6     |
| 4                   | Coreia do Sul       | 1    | 2     | 3      | 6     |
| 5                   | Cazaquistão         | 1    | 1     | 1      | 3     |
| 6                   | Uzbequistão         | 0    | 2     | 0      | 2     |
| 7                   | Jordânia            | 0    | 1     | 0      | 1     |
| 7                   | Vietname            | 0    | 1     | 0      | 1     |
| 9                   | Hong Kong           | 0    | 0     | 1      | 1     |
| 9                   | Taipé Chinesa       | 0    | 0     | 1      | 1     |
| Total (10 entradas) | Total (10 entradas) | 14   | 14    | 14     | 42    |

### Juvenil
*   país anfitrião (Singapura)
| Pos.               | País               | Ouro | Prata | Bronze | Total |
| ------------------ | ------------------ | ---- | ----- | ------ | ----- |
| 1                  | Japão              | 10   | 4     | 2      | 16    |
| 2                  | China              | 2    | 5     | 2      | 9     |
| 3                  | Cazaquistão        | 1    | 0     | 2      | 3     |
| 4                  | Hong Kong          | 1    | 0     | 0      | 1     |
| 5                  | Coreia do Sul      | 0    | 4     | 3      | 7     |
| 6                  | Filipinas          | 0    | 1     | 0      | 1     |
| 7                  | Taipé Chinesa      | 0    | 0     | 3      | 3     |
| 8                  | Malásia            | 0    | 0     | 1      | 1     |
| 8                  | Uzbequistão        | 0    | 0     | 1      | 1     |
| Total (9 entradas) | Total (9 entradas) | 14   | 14    | 14     | 42    |

## Resultados

### Masculino

#### Individual geral
| Pos. | Ginasta             |        |        |        |        |        |        | Total  |
| ---- | ------------------- | ------ | ------ | ------ | ------ | ------ | ------ | ------ |
| 1    | Shinnosuke Oka      | 14.100 | 14.566 | 13.866 | 14.333 | 15.000 | 14.200 | 86.065 |
| 2    | Carlos Yulo         | 14.966 | 13.266 | 14.300 | 14.866 | 15.066 | 13.466 | 85.930 |
| 3    | Takeru Kitazono     | 13.900 | 14.333 | 13.433 | 14.366 | 14.966 | 14.433 | 85.431 |
| 4    | Milad Karimi        | 14.466 | 13.500 | 13.300 | 14.700 | 13.366 | 14.366 | 83.698 |
| 5    | Tian Hao            | 13.933 | 14.166 | 13.200 | 13.766 | 13.466 | 15.100 | 83.631 |
| 6    | Yin Dehang          | 13.433 | 14.300 | 13.666 | 13.900 | 14.900 | 13.000 | 83.199 |
| 7    | Ryu Sung-hyun       | 14.000 | 13.533 | 13.400 | 14.833 | 14.000 | 13.366 | 83.132 |
| 8    | Khabibullo Ergashev | 13.100 | 13.866 | 12.866 | 14.133 | 13.633 | 13.233 | 80.831 |

#### Solo
| Pos. | Ginasta         | Nota D | Nota E | Pen. | Total  |
| ---- | --------------- | ------ | ------ | ---- | ------ |
| 1    | Carlos Yulo     | 6.300  | 9.000  |      | 15.300 |
| 2    | Dmitriy Patanin | 5.900  | 8.466  |      | 14.366 |
| 3    | Su Weide        | 6.300  | 8.033  |      | 14.333 |
| 4    | Fumiya Sasaki   | 5.800  | 8.433  |      | 14.233 |
| 5    | Milad Karimi    | 6.300  | 8.100  |      | 14.100 |
| 6    | Shinnosuke Oka  | 5.900  | 8.433  |      | 13.933 |
| 7    | Ryu Sung-hyun   | 5.800  | 7.633  |      | 13.433 |
| 8    | John Ivan Cruz  | 5.500  | 5.933  |      | 11.433 |

#### Cavalo com alças
| Pos. | Ginasta             | Nota D | Nota E | Pen. | Total  |
| ---- | ------------------- | ------ | ------ | ---- | ------ |
| 1    | Nariman Kurbanov    | 6.600  | 8.733  |      | 15.333 |
| 2    | Ahmad Abu Al-Soud   | 6.400  | 8.833  |      | 15.233 |
| 3    | Ryota Tsumura       | 6.600  | 8.433  |      | 15.033 |
| 4    | Yin Dehang          | 6.400  | 8.066  |      | 14.466 |
| 5    | Shinnosuke Oka      | 5.800  | 8.600  |      | 14.400 |
| 6    | Tian Hao            | 5.800  | 8.500  |      | 14.300 |
| 7    | Khabibullo Ergashev | 5.500  | 8.300  |      | 13.800 |
| 8    | Abdulla Azimov      | 6.300  | 6.600  |      | 12.900 |

#### Argolas
| Pos. | Ginasta                | Nota D | Nota E | Pen. | Total  |
| ---- | ---------------------- | ------ | ------ | ---- | ------ |
| 1    | Lan Xingyu             | 6.400  | 8.800  |      | 15.200 |
| 2    | Nguyễn Văn Khánh Phong | 5.900  | 8.466  |      | 14.366 |
| 3    | Ng Kiu Chung           | 5.700  | 8.400  |      | 14.100 |
| 4    | Carlos Yulo            | 5.700  | 8.333  |      | 14.033 |
| 5    | Lin Guan-yi            | 5.800  | 8.200  |      | 14.000 |
| 6    | Shinnosuke Oka         | 5.600  | 8.366  |      | 13.966 |
| 7    | Lee Junghyo            | 5.300  | 8.500  |      | 13.800 |
| 8    | Yin Dehang             | 5.500  | 7.900  |      | 13.400 |

#### Salto
| Pos. | Ginasta                | Salto 1 | Salto 1 | Salto 1 | Salto 1 | Salto 2 | Salto 2 | Salto 2 | Salto 2 | Total  |
| Pos. | Ginasta                | Nota D  | Nota E  | Pen.    | Pont. 1 | Nota D  | Nota E  | Pen.    | Pont. 2 | Total  |
| ---- | ---------------------- | ------- | ------- | ------- | ------- | ------- | ------- | ------- | ------- | ------ |
| 1    | Carlos Yulo            | 5.600   | 8.366   |         | 13.966  | 5.600   | 9.033   |         | 14.633  | 14.299 |
| 2    | Abdulaziz Mirvaliev    | 5.600   | 9.066   |         | 14.666  | 5.600   | 8.000   | –0.1    | 13.500  | 14.083 |
| 3    | Kim Jae-ho             | 5.200   | 9.133   |         | 14.333  | 5.200   | 8.000   |         | 13.200  | 13.766 |
| 4    | Tikumporn Surintornta  | 5.200   | 8.033   |         | 13.233  | 5.200   | 8.900   |         | 14.100  | 13.667 |
| 5    | Erkhembayar Usukhbayar | 4.800   | 9.166   |         | 13.966  | 4.000   | 9.300   |         | 13.300  | 13.633 |
| 6    | Muhammad Sharul Aimy   | 5.200   | 7.833   |         | 12.933  | 5.200   | 9.100   |         | 14.300  | 13.617 |
| 7    | Ng Ka Ki               | 5.600   | 7.766   |         | 13.366  | 5.200   | 8.600   |         | 13.800  | 13.583 |
| 8    | Juancho Miguel Besana  | 5.600   | 7.933   |         | 13.233  | 5.200   | 8.700   | –0.3    | 13.600  | 13.417 |

#### Barras paralelas
| Pos. | Ginasta          | Nota D | Nota E | Pen. | Total  |
| ---- | ---------------- | ------ | ------ | ---- | ------ |
| 1    | Carlos Yulo      | 6.300  | 8.966  |      | 15.266 |
| 2    | Shinnosuke Oka   | 6.400  | 8.733  |      | 15.133 |
| 3    | Yin Dehang       | 6.400  | 8.700  |      | 15.100 |
| 4    | Ryu Sung-hyun    | 5.600  | 8.833  |      | 14.433 |
| 5    | Ryu Jae-ho       | 5.400  | 8.433  |      | 13.833 |
| 6    | Takeru Kitazono  | 5.200  | 7.600  |      | 12.800 |
| 7    | Lan Xingyu       | 5.900  | 6.833  |      | 12.733 |
| 8    | Nguyễn Phước Hải | 5.500  | 7.133  |      | 12.633 |

#### Barra fixa
| Pos. | Ginasta               | Nota D | Nota E | Pen. | Total  |
| ---- | --------------------- | ------ | ------ | ---- | ------ |
| 1    | Tian Hao              | 6.400  | 8.133  |      | 14.533 |
| 2    | Shinnosuke Oka        | 5.500  | 8.866  |      | 14.366 |
| 3    | Carlos Yulo           | 5.400  | 8.633  |      | 14.033 |
| 4    | Lee Chih-kai          | 5.100  | 8.233  |      | 13.333 |
| 5    | Rasuljon Abdurakhimov | 4.900  | 8.300  |      | 13.200 |
| 6    | Takeru Kitazono       | 5.400  | 7.366  |      | 12.766 |
| 7    | Su Weide              | 5.300  | 6.566  |      | 11.866 |
| 8    | Milad Karimi          | 5.200  | 6.366  |      | 11.566 |

## Países participantes
- Catar
- Cazaquistão
- China
- Coreia do Sul
- Filipinas
- Hong Kong
- Índia
- Indonésia
- Irã
- Japão
- Jordânia
- Malásia
- Mongólia
- Singapura
- Síria
- Sri Lanka
- Tailândia
- Taipé Chinesa
- Uzbequistão
- Vietnã